# بوكيوهاولت
بوكيوهاولت (بالفرنسية: Bouquehault)‏ هي بلدية تقع في إقليم باد كاليه من منطقة نور با دو كاليه في شمال فرنسا. تبلغ مساحة هذه المدينة 8.04 (كم²)، وترتفع عن سطح البحر 58 م، يبلغ عدد سكانها 697 نسمة حسب إحصاء المعهد الوطني للإحصاء والدراسات الاقتصادية سنة 2009. وترأس Éric Schollaert البلدية خلال فترة (2008- 2014).